# Каліма червцева
Каліма червцева (Calymma communimacula) — вид нічних метеликів родини еребід (Erebidae).

## Поширення
Вид поширений у Центральній та Південній Європі, Туреччині, на Закавказзі та Близькому Сході.

## Опис
Розмах крил 18-24 мм.

## Спосіб життя
Імаго літають з липня по серпень. Личинки живуть на деревах, але не харчуються рослинним матеріалом, а висмоктують червців (Coccoidea) і використовують порожні оболонки як захисне укриття. Заляльковування відбувається в прядці на стовбурі дерева.